# 1992 MA
1992 MA är en asteroid i huvudbältet som upptäcktes den 22 juni 1992 av de båda japanska astronomerna Seiji Ueda och Hiroshi Kaneda i Kushiro.
Asteroiden har en diameter på ungefär 13 kilometer och den tillhör asteroidgruppen Themis.